# ESPNゾーン
EPSNゾーン（英: EPSNzone）は、かつてウォルト・ディズニー・カンパニー（ディズニー・エクスペリエンス）が運営していたレストラン・エンターテインメント施設である。

## 概要
1996年にアメリカのウォルト・ディズニー・カンパニーがABCを買収し、ESPNはディズニー傘下となった。その後、ディズニーの会長兼CEOであったマイケル・アイズナーは隔週刊のスポーツ雑誌やESPNをテーマにしたレストラン、ビデオゲーム、ショップなど、さらなるブランド拡張に乗り出した。
ESPNをテーマにした店舗は1997年10月に発表された当初は「ESPNグリル」と呼ばれていたが、その後「ESPNゾーン」へと改名し1998年にはメリーランド州ボルチモアに一号店が開店した。
また、シカゴ店は1999年に同じディズニー・リージョナル・チェーンであるディズニークエストが1ヶ月前にオープンしたノースブリッジ開発地区にオープンした。これを皮切りに全米で3ヶ月ごとに新店舗がオープンする予定だった。

## 閉鎖
2009年にディズニー・リージョナル・エンターテインメントは「経済環境」を理由として2店舗を閉店した。
2010年には2店舗を除く全店舗が閉店した。ダウンタウン・ディズニー店の運営権は同じくディズニーの子会社であるZone Enterprises of Anaheimに売却した。また、L.A.ライブの店舗はL.A.ライブの複合施設を所有するAnschutz Entertainment Groupに売却した。
また、多くの店舗が閉鎖された後、一号店であるボルチモアのESPNゾーンの従業員は、ディズニーとその現地子会社に対して労働者調整・再訓練予告法（1988年）に違反したとして集団訴訟を起こしている。
2017年10月に、ディズニーはディズニーランドリゾートのダウンタウン・ディズニーにあるESPNゾーンや他の販売業者を替え、2019年にオープンしたスター・ウォーズ: ギャラクシーズ・エッジと同時にリゾートホテルを建設する計画を発表した（その後キャンセル）。これに伴いダウンタウン・ディズニー店は2018年6月2日に閉店した。